# Редавалле
Редавалле (итал. Redavalle) — коммуна в Италии, располагается в регионе Ломбардия, в провинции Павия.
Население составляет 1050 человек (2008 г.), плотность населения составляет 192 чел./км². Занимает площадь 5 км². Почтовый индекс — 27050. Телефонный код — 0385.
Покровителем населённого пункта считается святой Рох.

## Демография
Динамика населения:

## Города-побратимы
- Во-ан-Бюже (Франция)

## Администрация коммуны
- Официальный сайт: http://www.comune.redavalle.pv.it/